# Unione Sportiva Catanzaro 1946-1947
Questa voce raccoglie le informazioni riguardanti  l'Unione Sportiva Catanzaro nelle competizioni ufficiali della stagione 1946-1947.

## Rosa
| N. |                   | Ruolo | Calciatore           |
| -- | ----------------- | ----- | -------------------- |
|    | Italia (bandiera) | C     | Italo Acconcia       |
|    | Italia (bandiera) | A     | Oreste Alò           |
|    | Italia (bandiera) | A     | Ermenegildo Andrian  |
|    | Italia (bandiera) | A     | Gaetano Bertè        |
|    | Italia (bandiera) | A     | Alessandro Codeluppi |
|    | Italia (bandiera) | P     | Vittorio Masci       |
|    | Italia (bandiera) | C     | Muzzi                |
|    | Italia (bandiera) | A     | G. Petagna           |
|    | Italia (bandiera) | C     | Poltrelli            |
|    | Italia (bandiera) | C     | Francesco Puccio     |
|    | Italia (bandiera) | C     | Pultrone             |
|    | Italia (bandiera) | D     | G. Puzzo             |

| N. |                   | Ruolo | Calciatore           |
| -- | ----------------- | ----- | -------------------- |
|    | Italia (bandiera) | C     | Ripepe               |
|    | Italia (bandiera) | C     | Luciano Robotti      |
|    | Italia (bandiera) | A     | Umberto Sacco        |
|    | Italia (bandiera) | C     | A. Sain              |
|    | Italia (bandiera) | D     | Adelmo Santi         |
|    | Italia (bandiera) | P     | A. Santoro           |
|    | Italia (bandiera) | C     | Mario Sgherri        |
|    | Italia (bandiera) | A     | Giuseppe Stanganelli |
|    | Italia (bandiera) | A     | Suceco               |
|    | Italia (bandiera) | A     | Giovanni Venditto    |
|    | Italia (bandiera) | A     | Alfonso Veraldi      |
|    | Italia (bandiera) | D     | E. Vitale            |

## Statistiche

### Statistiche di squadra
Statistiche aggiornate al 31 luglio 2022
| Competizione | Punti | In casa | In casa | In casa | In casa | In casa | In casa | In trasferta | In trasferta | In trasferta | In trasferta | In trasferta | In trasferta | Totale | Totale | Totale | Totale | Totale | Totale | DR |
| Competizione | Punti | G       | V       | N       | P       | Gf      | Gs      | G            | V            | N            | P            | Gf           | Gs           | G      | V      | N      | P      | Gf     | Gs     | DR |
| ------------ | ----- | ------- | ------- | ------- | ------- | ------- | ------- | ------------ | ------------ | ------------ | ------------ | ------------ | ------------ | ------ | ------ | ------ | ------ | ------ | ------ | -- |
| Serie B      | 26    | 24      | 11      | 2       | 3       | 33      | 10      | 16           | 0            | 2            | 14           | 4            | 26           | 32     | 11     | 4      | 17     | 37     | 36     | -1 |
| Totale       | 26    | 24      | 11      | 2       | 3       | 33      | 10      | 16           | 0            | 2            | 14           | 4            | 26           | 32     | 11     | 4      | 17     | 37     | 36     | -1 |

### Statistiche dei giocatori
| Giocatore      | Serie B  | Serie B |
| Giocatore      | Presenze | Reti    |
| -------------- | -------- | ------- |
| I. Acconcia    | 32       | 2       |
| O. Alò         | 11       | 3       |
| E. Andrian     | 32       | 3       |
| G. Bertè       | 21       | 2       |
| A. Codeluppi   | 26       | 5       |
| V. Masci       | 28       | 0       |
| Muzzi          | 1        | 0       |
| G. Petagna     | 3        | 0       |
| A. Portelli    | 14       | 0       |
| F. Puccio      | 7        | 1       |
| Pultrone       | 19       | 0       |
| G. Puzzo       | 19       | 0       |
| Ripepe         | 1        | 0       |
| L. Robotti     | 12       | 2       |
| U. Sacco       | 25       | 5       |
| A. Sain        | 1        | 0       |
| A. Santi       | 28       | 0       |
| A. Santoro     | 4        | 0       |
| M. Sgherri     | 24       | 0       |
| G. Stanganelli | 9        | 1       |
| Suceco         | 2        | 0       |
| G. Venditto    | 17       | 5       |
| A. Veraldi     | 4        | 1       |
| E. Vitale      | 12       | 0       |

1. ↑  nota: mancano i dati per cinque reti